# Qiyanqiao
Qiyanqiao (kinesiska: 七眼桥) är en köping i sydvästra Kina. Den ligger i stadsdistriktet Xixiu i staden Anshun i provinsen Guizhou, omkring 69 kilometer sydväst om provinshuvudstaden Guiyang. Antalet invånare är 42070. Befolkningen består av 20 907 kvinnor och 21 163 män. Barn under 15 år utgör 27,0 %, vuxna 15-64 år 61 %, och äldre över 65 år 11,0 %.